# William Nathan Oatis
William Nathan Oatis (4. leden 1914 Marion USA – 16. září 1997 Brooklyn) byl americký novinář, který po svém zatčení v Československu v roce 1951 získal mezinárodní proslulost. 
Od roku 1950 působil v Praze jako korespondent tiskové agentury Associated Press. Byl zatčen v dubnu 1951 a obviněn ze špionáže pro USA a Indii. Agentem Státní bezpečnosti mu byly krátce před zatčením podstrčeny falešné důkazy o vině a během vyšetřování byl fyzicky týrán odpíráním spánku a dlouhými výslechy. Ve vykonstruovaném procesu byl odsouzen na 10 let. Jeho zatčení a odsouzení vyvolalo velmi ostrou reakci americké exekutivy i médií, která psala o Československu jako o „Žaláři strachu“, „Kde svoboda je mrtvá“ a probíhá zde „Další nestoudná inkvisice“. USA kvůli němu zavedlo vůči Československu i hospodářské sankce. Propuštěn byl v roce 1953 po smrti Stalina a Gottwalda a po dalším tlaku americké vlády v čele s prezidentem Eisenhowerem, který napsal dopis Antonínovi Zápotockému. Ovšem československá vláda tvrdila, že to bylo kvůli dojemné žádosti Oatisovy ženy Laurabelle. Po propuštění pracoval nadále v žurnalistice a věnoval se především záležitostem OSN. V Československu byl dvakrát rozhodnutím soudu zbaven předchozího obvinění – poprvé v roce 1959 (což bylo nicméně v roce 1968 po okupaci Československa revertováno), následně pak v roce 1990.